# سکورله
سکورله (به ایتالیایی: Scurelle) یک کومونه در ایتالیا است که در ترنتینو واقع شده‌است. سکورله ۲۹٫۹ کیلومتر مربع مساحت و ۱٬۳۲۲ نفر جمعیت دارد.

## خواهرخوانده
شهر Kennelbach خواهرخواندهٔ سکورله هست.